# Saison 1 d'Instinct
Chronologie
Saison 2
Cet article présente les épisodes de la première saison de la série télévisée américaine Instinct diffusée du 18 mars 2018 au 1er juillet 2018 sur CBS.

## Distribution

### Acteurs principaux
- Alan Cumming (VF : Pierre Tessier) : Dr Dylan Reinhart
- Bojana Novakovic (VF : Flora Brunier) : Detective Lizzie Needham
- Daniel Ings (VF : Jean-Alain Velardo) : Andrew « Andy » Wilson
- Naveen Andrews (VF : Marc Saez) : Julian Cousins
- Sharon Leal (VF : Annie Milon) : Lt. Jasmine Gooden

### Invités
- Whoopi Goldberg (VF : Maïk Darah) : Joan Ross
- Andrew Polk : Doug
- John Mainieri : Jimmy Marino
- Michael B. Silver : Kanter Harris
- Danny Mastrogiorgio : Anthony Fucci
- Alejandro Hernandez : Rafael Sosa
- Stephen Rider : Zack Clark

## Épisodes

### Épisode 1:Les règles du jeu
- États-Unis : 18 mars 2018 sur CBS
- Belgique : 6 août 2018 sur RTL-TVI
- Québec : 28 août 2018 sur Séries+[1]
- Suisse : 15 novembre 2018 sur RTS Un[2]
- France : 14 septembre 2019 sur M6[3]

- États-Unis : 9,05 millions de téléspectateurs[4] (première diffusion)

### Épisode 2:Chasse à l'homme
- États-Unis : 25 mars 2018 sur CBS
- Belgique : 6 août 2018 sur RTL-TVI
- Québec : 4 septembre 2018 sur Séries+
- Suisse : 15 novembre 2018 sur RTS Un
- France : 14 septembre 2019 sur M6

- États-Unis : 10,16 millions de téléspectateurs[5] (première diffusion)

### Épisode 3:Les crimes étaient presque parfaits
- États-Unis : 1er avril 2018 sur CBS
- Belgique : 13 août 2018 sur RTL-TVI
- Québec : 11 septembre 2018 sur Séries+
- France : 21 septembre 2019 sur M6

- États-Unis : 6,61 millions de téléspectateurs[6] (première diffusion)

### Épisode 4:Pères et fils
- États-Unis : 8 avril 2018 sur CBS
- Belgique : 13 août 2018 sur RTL-TVI
- Québec : 18 septembre 2018 sur Séries+
- France : 21 septembre 2019 sur M6

- États-Unis : 8,12 millions de téléspectateurs[7] (première diffusion)

### Épisode 5:L'arrache-cœur
- États-Unis : 22 avril 2018 sur CBS
- Belgique : 20 août 2018 sur RTL-TVI
- Québec : 25 septembre 2018 sur Séries+
- France : 28 septembre 2019 sur M6

- États-Unis : 7,11 millions de téléspectateurs[8] (première diffusion)

### Épisode 6:L'ange de la mort
- États-Unis : 29 avril 2018 sur CBS
- Belgique : 20 août 2018 sur RTL-TVI
- Québec : 2 octobre 2018 sur Séries+
- France : 28 septembre 2019 sur M6

- États-Unis : 7,01 millions de téléspectateurs[9] (première diffusion)

### Épisode 7:Sortie de route
- États-Unis : 6 mai 2018 sur CBS
- Belgique : 27 août 2018 sur RTL-TVI
- Québec : 9 octobre 2018 sur Séries+
- France : 5 octobre 2019 sur M6

- États-Unis : 6,96 millions de téléspectateurs[10] (première diffusion)

### Épisode 8:Ligne de mire
- États-Unis : 27 mai 2018 sur CBS
- Belgique : 27 août 2018 sur RTL-TVI
- Québec : 16 octobre 2018 sur Séries+
- France : 5 octobre 2019 sur M6

- États-Unis : 5,16 millions de téléspectateurs[11] (première diffusion)

### Épisode 9:Mauvais rôles
- États-Unis : 27 mai 2018 sur CBS
- Belgique : 3 septembre 2018 sur RTL-TVI
- Québec : 23 octobre 2018 sur Séries+
- France : 12 octobre 2019 sur M6

- États-Unis : 4,68 millions de téléspectateurs[11] (première diffusion)

### Épisode 10:Bye Bye Birdie
- États-Unis : 3 juin 2018 sur CBS
- Belgique : 3 septembre 2018 sur RTL-TVI
- Québec : 30 octobre 2018 sur Séries+
- France : 12 octobre 2019 sur M6

- États-Unis : 6,37 millions de téléspectateurs[12] (première diffusion)

### Épisode 11:Rêves d'enfant
- États-Unis : 17 juin 2018 sur CBS
- Belgique : 10 septembre 2018 sur RTL-TVI
- Québec : 6 novembre 2018 sur Séries+
- France : 19 octobre 2019 sur M6

- États-Unis : 5,27 millions de téléspectateurs[13] (première diffusion)

Dylan et Lizzie enquêtent sur une série d'attentats-suicides étranges, mais l'affaire prend une tournure personnelle lorsque Dylan découvre un lien avec son passé.

### Épisode 12:Meurtre au cinéma
- États-Unis : 24 juin 2018 sur CBS
- Belgique : 10 septembre 2018 sur RTL-TVI
- Québec : 13 novembre 2018 sur Séries+
- France : 19 octobre 2019 sur M6

- États-Unis : 5,63 millions de téléspectateurs[14] (première diffusion)

Dylan et Lizzie enquêtent sur le meurtre d'un étudiant en cinéma lors de la projection d'un film d'horreur filmé et diffusé en ligne. Une fille a suivi les cours d'un professeur de cinéma charismatique mais difficile. Lizzie établit ses règles de travail à la fois pour Dylan et Julian.

### Épisode 13:Le maillon faible
- États-Unis : 1er juillet 2018 sur CBS
- Belgique : 10 septembre 2018 sur RTL-TVI
- Québec : 20 novembre 2018 sur Séries+
- France : 26 octobre 2019 sur M6

- États-Unis : 4,51 millions de téléspectateurs[15] (première diffusion)